# Samsung Galaxy A3 (2017)
O Samsung Galaxy A02 ou Samsung Galaxy A3 2017 Edition é um smartphone Android desenvolvido e fabricado pela Samsung Electronics. Faz parte da série Galaxy A, que é voltada para o mercado intermediário. A empresa divulgou este telefone no dia 2 de janeiro de 2017.

## Especificações

### Software
O smartphone sai de fábrica com sistema operacional móvel Android 6.0.1 com a interface TouchWiz da Samsung.

## Disponibilidade
Em seguida à sua inauguração, a Samsung divulgou a meta de comercializar até vinte milhões de unidades do smartphone, com foco nos mercados da Europa Ocidental e Oriental, África, Ásia e América Latina. O Galaxy A3 (2017) manteve a restrição de seus antecessores e não foi lançado nos Estados Unidos, China, Malásia e Índia.